# 성숙한 외출
"성숙한 외출"(Mature Going Out)은 한국에서 제작된 임정수 감독의 1991년 에로 영화이다. 현지혜 등이 주연으로 출연하였고 정준교 등이 제작에 참여하였다.

## 출연

### 주연
- 현지혜
- 연위긴
- 김은신

### 조연
- 김영철
- 방이진
- 유은영
- 연위건
- 조차리
- 곽미보

## 기타
- 조명: 손달호